# Клод, Флоран
Флоран Клод (фр. Florent Claude; род. 11 ноября 1991, Ремирмон) — французский и бельгийский биатлонист. Участник зимних Олимпийских игр 2018 года. Бронзовый призёр чемпионата мира 2021 года по летнему биатлону в суперспринте. Чемпион мира среди юниоров 2009 года в эстафете.
Младшие братья — Фабьен и Эмильен, французские биатлонисты.

## Результаты

### Юниорский чемпионат мира
| Год  | Место проведения | Индивидуальная | Спринт | Преследование | Эстафета |
| ---- | ---------------- | -------------- | ------ | ------------- | -------- |
| 2011 | Нове Место       | 46             | 52     | 25            | 5        |
| 2012 | Контиолахти      | 26             | 2      | 5             | 4        |

### Участие на Чемпионатах мира
| Год  | Место проведения     | Спринт | Гонка преследования | Индивидуальная гонка | Масс-старт | Эстафета | Смешанная эстафета | Сингл-микст |
| ---- | -------------------- | ------ | ------------------- | -------------------- | ---------- | -------- | ------------------ | ----------- |
| 2019 | Эстерсунд            | 71     | —                   | 32                   | —          | 23       | —                  | —           |
| 2020 | Антхольц-Антерсельва | 34     | 32                  | 25                   | —          | 19       | —                  | 20          |
| 2021 | Поклюка              | 22     | 26                  | 20                   | 25         | 23       | 21                 | 15          |

### Олимпийские игры
| Соревнование  | Индивидуальная | Спринт | Преследование | Масс-старт | Эстафета | Смешанная эстафета |
| ------------- | -------------- | ------ | ------------- | ---------- | -------- | ------------------ |
| 2018 Пхёнчхан | 54             | 55     | 57            | —          | —        | —                  |